# Austrocarina recta
Austrocarina recta là một loài ốc biển nhỏ, là động vật thân mềm chân bụng sống ở biển trong họ Pseudomelatomidae.